# Liste der Erzbischöfe von Oristano
Die folgenden Personen waren Erzbischöfe von Oristano in der heutigen Provinz Oristano auf Sardinien in Italien:
- 1202–1223 Bernardo
- 1224–1253 Torgotorio de Muru
- 1254–0000 A...
- 1261–0000 Torgotorio Cocco
- 1268–1279 Aleardo
- 1280–1289 Pietro
- 1296–1299 Scolay de Ardigellis
- 1299–1301 Consiglio Gatto
- 1299–0000 Alamanno
- 1301–1305 Leonardo Aragall
- 1306–1308 Ugone
- 1308–1312 Oddone della Sala
- 1312–1339 Guido Cattaneo
- 1340–1342 Giovanni de Paperonibus
- 1342–1346 Giovanni di Cambray
- 1342–0000 Pietro Munichi
- 1346–1349 Pietro
- 1349–1360 Nicolò
- 1360–1363 Bernardo
- 1363–1377 Ambrogio
- 1377–0000 Enrico
- 1382–1386 Giacomo
- 1386–1387 Gonario
- 1387–1392 Leonardo De Zori
- 1392–1396 Corrado da Cloaco
- 1396–1400 Ubaldino Cambi
- 1400–1403 Mariano Fabario
- 1403–1404 Paolo Olemi
- 1404–1406 Nicola Berruto
- 1404–0000 Bartolomeo Ghini
- 1406–1414 Bertrando Flores
- 1414–1437 Elia di Palmas
- 1437–1450 Lorenzo Squinto
- 1450–1454 Giorgio Attacco
- 1454–1460 Giacomo D’Alberale
- 1460–1462 Francesco Arnesti
- 1462–1485 Giovanni Dessì
- 1485–1492 Ferdinando Romano
- 1492–1510 Giacomo Serra
- 1510–1517 Pietro Serra De Munoz
- 1517–1520 Giovanni Briselot
- 1520–1530 Giovanni Clerc
- 1530–1535 Agostino Grimaldi
- 1536–0000 Goffredo Pugiasson
- 1537–1554 Carlo de Alagon
- 1554–1556 Andrea Sanna
- 1556–1565 Pietro Sanna
- 1566–1571 Gerolamo Barberano
- 1572–1574 Pietro Buerba, O.S.A.
- 1574–1577 Pietro Noarro
- 1578–1588 Francesco Figo
- 1588–1621 Antonio Canopolo
- 1621–1626 Lorenzo Nieto, O.S.B.
- 1627–1641 Gavino Magliano
- 1641–1657 Pietro de Vico
- 1657–1684 Alfonso de Sotomajor
- 1664–1671 Bernardo Cotoner
- 1672–1685 Pietro de Alagon
- 1685–1702 Pietro de Accorrà y Figo
- 1704–1717 Francesco Masones Nin
- 1726–1740 Antonio Nin
- 1741–1744 Vincenzo Giovanni Vico Torrellas
- 1744–1746 Nicolò Maurizio Fontana
- 1746–1772 Luigi Emanuele de Carretto di Camerana
- 1772–1776 Antonio Romano Malingri
- 1778–1782 Giacomo Francesco Tommaso Astesan
- 1784–1798 Giuseppe Luigi Cusano di Sagliano
- 1798–1812 Francesco Maria Sisternes de Oblites
- 1812–1821 Giovanni Maria Azzei
- 1828–1840 Giovanni Maria Bua
- 1842–1860 Giovanni Saba
- 1872–1878 Antonio Soggiu
- 1879–1882 Bonfiglio Mura
- 1882–1992 Paolo Giuseppe Maria Serci Serra
- 1893–1898 Francesco Zunnui Casula
- 1899–1914 Salvatore Tolu
- 1914–1920 Ernesto Maria Piovella
- 1921–1938 Giorgio Maria Delrio
- 1938–1947 Giuseppe Cogoni
- 1947–1978 Sebastiano Fraghì
- 1979–1985 Francesco Spanedda
- 1986–2006 Pier Giuliano Tiddia
- 2006–2019 Ignazio Sanna
- seit 2019 Roberto Carboni OFMConv